# Gmina Levan
Gmina Levan (alb. Komuna Levan) – gmina położona w środkowej części Albanii. Administracyjnie należy do okręgu Fier w obwodzie Fier. W 2011 roku populacja gminy wynosiła 8159 osób w tym 4121 kobiety oraz 4038 mężczyzn, z czego Albańczycy stanowili 68,42% mieszkańców, 6,04% Romowie, 0,24% Arumuni, 0,22% Grecy. 
W skład gminy wchodzi jedenaście miejscowości: Levan, Ferras, Peshtan i Madh, Peshtan i Vogël, Shtyllas, Bishan, Bashkim, Boçovë, Martinë, Pishë, Qarr.